# Lavertezzo
Lavertezzo är en kommun i distriktet Locarno i kantonen Ticino i Schweiz. Kommunen har 1 238 invånare (2023).
Kommunen bestod före år 2020 av huvuddelen Lavertezzo Valle i norr samt en mindre exklav, Lavertezzo Piano, cirka 10 kilometer söderut, bestående av orten Riazzino. Den 18 oktober 2020 anslöt sig den norra kommundelen, Lavertezzo Valle, tillsammans med Brione (Verzasca), Corippo, Cugnasco-Gerra (Gerra Valle), Frasco, Sonogno och Vogorno till den nya kommunen Verzasca. Det gjorde att endast den mindre exklaven i söder numera utgör kommunen Lavertezzo.